# Agyneta insolita
Espèce
Synonymes
- Meioneta insolita Locket & Russell-Smith, 1980

Agyneta insolita est une espèce d'araignées aranéomorphes de la famille des Linyphiidae.

## Distribution
Cette espèce est endémique du Nigeria.

## Publication originale
- Locket & Russell-Smith, 1980 : Spiders of the family Linyphiidae from Nigeria. Bulletin of the British Arachnological Society, vol. 5, no 2, p. 54-90.